# 自当
自当（じとう、? - 1368年）は、大元ウルスに仕えた将軍の一人。主に元末の混乱期に紅巾の乱討伐で功績を残した事で知られる。

## 概要
自当はシデバラ（英宗ゲゲーン・カアン）の治世（1320年代初頭）に、親衛隊（ケシクテイ）のスクルチ（傘持ち）より監察御史に抜擢された人物であった。ある時大興県で死罪とされた囚人が冤罪であると主張するも判決を覆せず、後になって遼陽行省で真犯人が捕まえられるという事件があり、人々はみな自当の明晰さに感服したという。
1325年（泰定2年）に泰定帝イェスン・テムル・カアンが大都（冬の都）から上都（夏の都）に移動するさ中、参知政事の楊庭玉を弾劾するも受け入れられなかったため、自当は官印を返却して大都に帰ろうとした。そこでイェスン・テムル・カアンは使者を派遣して自当を呼び戻し、自当は元の地位に復して楊庭玉の弾劾も認められた。また、イェスン・テムル・カアンのケシクテイに入ろうとしていた平章政事のトゥメンデルもゲゲーン・カアンの暗殺事件（南坡の変）に関与していたはずであると弾劾したが認められず、かえってトゥメンデルに黄金繋腰が下賜されたのを知って自当は職を辞した。その後、工部員外郎の地位を与えられて混河の改修を命じられたが、成功は難しいと率直に報告したため、改修は取りやめになったという。
またイェスン・テムル・カアンの三皇后が死去した時、工部に現在の行殿車帳を撤去して新たなものを作るよう命じられたが、自当はいたずらに資材を無駄にするものであるとして反対した。イェスン・テムル・カアンも自当の意見の正しさを認め、「国家が人を用いる際には、自当のような者を選ぶべきであろう」と述べたという。またある時、イェスン・テムル・カアンが太后のブヤンケルミシュに「太皇太后」の称号を加えようとすると、自当のみ「かつてゲゲーン・カアンが祖母のダギに太皇太后の称号を加えたことがあるが、それはゲゲーン・カアンがその孫であったからです。今上が母親に太皇太后の称号を加えるのは典礼に合致しません」と反対したことから中止になったという。その後、中書客省使、ついで同僉宣政院事の地位に遷った。
イェスン・テムル・カアンの死後帝位をめぐって内戦が起こった（天暦の内乱）が、最終的にトク・テムル（文宗ジャヤガトゥ・カアン）が勝利をおさめ、自当はジャヤガトゥ・カアンより中書左司郎中に任じられた。このころ、江浙地方でジャヤガトゥ・カアンに対して不敬な言動を取る者がいたとの報告があり、怒ったカアンはその者たちを誅殺しようとしたが、自当は雲南・四川で未だ内戦が続く中で行省の大臣を殺しては今後の政権運営に支障が出るだろうとしやめさせている。また、エル・テムルが側近のバヤンを封じて王爵を授けようとしたときも、反対してやめせさせている。
またこれより以前、即位前のジャヤガトゥ・カアンが集慶に住んでいたころ、天霊寺を建てようとして叶わなかったことがあり、このころ改めて天霊寺建立のため民夫を募ろうとした。しかし、江南行台監察御史のイキレテイ（亦乞剌台）が反対意見を述べたため、ジャヤガトゥ・カアンは江南行台監察御史を廃止してイキレテイを取り除こうとした。これを聞いた自当はジャヤガトゥ・カアンを諌めてやめさせ、イキレテイは僉湖南粛政廉訪司事に転任することとなったという。その後、自当は陝西行台侍御史に転任となった。
その後、トゴン・テムル（順帝ウカアト・カアン）が即位すると、福建都転運塩使に任じられた。かつて、イェスン・テムル・カアンが河間・江浙・福建の塩引6万を中書参議の撒迪に下賜しようとしたが、自当がこれに反対して福建の塩引2万のみの下賜に変更されることがあった。このころ、撒迪は御史大夫の地位にあったが、かつての自当の決定に恨みを抱いており、自当が京師にいられなくなるように図ったという。
その後、自当は母の死にともなって一時官職を退いていたが、やがて浙西粛政廉訪使として復帰した。このころ、駙馬（皇族の女性＝公主を娶った者）が江浙行省丞相となり、公主の権勢を後ろ盾に杭州ダルガチとして民を苦しめていた。事情を知った自当は公主の権勢を無視してこれを逮捕してしまったため、丞相府の者が民を虐げることはなくなったという。その後、同僉枢密院事・治書侍御史・同知経筵事などを歴任している。またこのころ、寧夏に住まう者が太師のバヤンを謀殺しようとしているとの告発を行ったため、自当 (御史台) と中書省・枢密院の官員の3名が寧夏に赴いて調査を赴くこととなった。自当らは現地調査の結果偽りの告発であると結論付けたが、バヤンはこの結果に不満を抱いて怒った。しかし自当は御史台・中書省・枢密院の3名が判断を行うのは国法の定めるところであると述べて譲らす、ついにはバヤンによって同知徽政院事に左遷されてしまった。
自当は4人の皇帝に仕える中で終始節を通したがため、権勢家からは遠ざけられて重用されなかったことを、君子はみな惜しんだという。